# Драгувити
Драгувити (Драговити, Драговићи) су били јужнословенско племе, које је живело западно од Солуна. 

## Опсада Солуна
616. године савез словенских племена, на челу са драгувитским поглаваром Хацоном (могуће краћи облик имена Хотимир), безуспешно су опседале Солун.

## Порекло Драгувита
Источнословенско племе Дреговичи је живело на северној мочварној обали реке Припет, чији је назив изведен из словенске речи дрегва која је означавала мочвару, а и данас је сачувала то значење (дрэгва) у белоруском језику. Део Драговића (Драгувити) се доселио на Балканско полуострво почетком 7. века — једна група населила се у околини Солуна, а друга на реци Драговици, левој притоци Марице.

## Драговићка црква
У средњем веку је међу Драгувитима било доста раширено богумилско хришћанско учење, насупрот византијском православном хришћанству. Познато је у оквиру богумилства постојала Драговићка црква, која се помиње и на Сабору у Сен Феликсу 1167. године.